# Бахта (Город Дивногорск)
Бахта — посёлок в городском округе город Дивногорск Красноярского края России.

## История
Основан в 1897 г. В 1926 году состоял из 29 хозяйств, основное население — эстонцы. Центр Бахтинского сельсовета Красноярского района Красноярского округа Сибирского края.

## Население
| 2010 |
| ---- |
| 6    |